# Ctenotus strauchii
Ctenotus strauchii är en ödleart som beskrevs av  George Albert Boulenger 1887. Ctenotus strauchii ingår i släktet Ctenotus och familjen skinkar.

## Underarter
Arten delas in i följande underarter:
- C. s. strauchii
- C. s. varius